# Родионова, Татьяна Александровна (легкоатлетка)
Татья́на Алекса́ндровна Родио́нова (род. 13 января 1956, Петропавловск-Камчатский, Хабаровский край), в девичестве Проскуряко́ва — советская легкоатлетка, специалистка по прыжкам в длину. Выступала за сборную СССР по лёгкой атлетике в 1980-х годах, обладательница серебряной медали Всемирных легкоатлетических игр в помещении в Париже, многократная призёрка первенств национального значения. Представляла Краснодар. Мастер спорта СССР международного класса.

## Биография
Татьяна Проскурякова родилась 13 января 1956 года в Петропавловске-Камчатском.
Начала заниматься лёгкой атлетикой в 1974 году у тренера В. И. Радченко. Позже проходила подготовку в Краснодарской краевой школе высшего спортивного мастерства под руководством заслуженного тренера СССР Евгения Владимировича Мартианова. Выступала за добровольное спортивное общество «Динамо» и Вооружённые силы (Краснодар).
Впервые заявила о себе в прыжках в длину на взрослом всесоюзном уровне в сезоне 1979 года, выиграв серебряную медаль на зимнем чемпионате СССР в Минске.
В 1980 году на чемпионате СССР в Донецке в составе сборной РСФСР стала серебряной призёркой в эстафете 4 × 100 метров.
В 1981 году на зимнем чемпионате СССР в Минске в прыжках в длину взяла бронзу.
В 1983 году на чемпионате страны в рамках VIII летней Спартакиады народов СССР в Москве стала бронзовой призёркой в прыжках в длину, тогда как на соревнованиях в Киеве установила свой личный рекорд в данной дисциплине — 7,04 метра. Благодаря череде удачных выступлений вошла в основной состав советской национальной сборной и удостоилась права защищать честь страны на чемпионате мира в Хельсинки — с результатом 7,02 метра заняла в финале четвёртое место, при этом до попадания в число призёров ей не хватило буквально двух сантиметров.
На чемпионате СССР 1984 года в Донецке вновь получила бронзу. Рассматривалась в числе кандидаток на участие в летних Олимпийских играх в Лос-Анджелесе, однако Советский Союз вместе с несколькими другими странами восточного блока в конечном счёте бойкотировал эти соревнования по политическим причинам.
В 1985 году уже под фамилией Родионова с результатом 6,72 метра завоевала серебряную медаль на Всемирных легкоатлетических играх в помещении в Париже, уступив в финале только представительнице ГДР Хельге Радтке. Кроме того, стала второй по очкам на Финале Гран-при IAAF в Риме.
За выдающиеся спортивные результаты удостоена почётного звания «Мастер спорта СССР международного класса».